# François Augustin Regnier de Jarjayes
François Augustin Reynier de Jarjayes est un général français royaliste, né dans les Hautes-Alpes en 2 octobre 1745, mort à Fontenay-aux-Roses le 11 septembre 1822.

## Biographie
François Augustin Reynier de Jarjayes, naît le 2, le 4 ou le 24 octobre 1745 à Upaix en Dauphiné. Il est le fils de Jean-Antoine Reynier, notaire royal, et de Marguerite Nicollet.
Il commence sa carrière militaire en collaborant aux travaux topographiques du lieutenant-général Pierre Joseph de Bourcet. En 1769, il devient son aide de camp, poste qu'il conservera jusqu'en 1779. Le 11 septembre 1770, il épouse la nièce du général : Marie-Anne Louise Bourcet de la Saigne. Elle n'a que 15 ans et est de 9 ans sa cadette. Ils auront deux enfants. Marie-Anne, son épouse, est aussi la sœur cadette du tout aussi illustre Pierre-Jean de Bourcet (filleul du général, adopté à 19 ans par le général à la mort de leur père maréchal de camp, directeur des fortifications de Corse, mort en 1771).
En 1779, il est promu à l'état-major de l'armée avec le grade de colonel.
En 1786, il devient veuf et se remarie un an plus tard avec une des femmes de chambre de la reine Marie-Antoinette, Louise Marguerite Émilie Henriette Quetpée de Laborde, fille de Mathieu Quetpée de Laborde, huissier du cabinet de la reine, et également veuve de Philippe-Joseph Hinner, harpiste de la reine, et mère de Louise Antoinette Laure Hinner, future Laure de Berny, amie d'Honoré de Balzac.
Dévoué royaliste,, en avril 1790, avec de nombreux nobles de haut rang, il devient l'un des principaux dirigeants du Salon Français,, un club ultra-royaliste, héritier des assemblées réunies aux Capucins pour protester contre la politique religieuse de l'Assemblée nationale, et installé rue Royale,. En 1792, selon sa commande, il est l'intermédiaire de la reine auprès du parti constitutionnaliste,. Fidèle du couple royal, il est toutefois accusé à tort par d'autres partisans du roi d'avoir fait cause commune avec les membres de ce parti, et par les émigrés voire de s'être rallié au gouvernement républicain après le 10 août 1792,.
Le 1er avril 1791, décoré de l'Ordre de Saint-Louis, il est nommé par Louis XVI adjudant général colonel et directeur adjoint au dépôt de la guerre. Ayant su gagner la confiance des souverains, le chevalier est chargé par eux de diverses missions secrètes en France ou à l'étranger: dès 1790 à Turin auprès du comte d'Artois, à partir de juillet 1791 auprès de Barnave afin de préserver le système constitutionnel des objectifs des républicains en attendant l'arrivée des troupes alliées pour restaurer l'ancien régime, auprès d'Axel de Fersen entre 1790 et 1793. Il est promu au grade de maréchal de camp le 22 mai 1792.
En février 1793, après la mort du roi, il organise avec Toulan et Lepitre une tentative d'évasion de la famille royale enfermée au Temple qui prévoyait son embarquement au Havre à destination de l'Angleterre. Prévu pour début mars, ce plan échouera par la faute de Lepitre.
En mai 1793, il rejoint Turin, chargé des reliques laissées par Louis XVI et de diverses lettres, que la reine le charge de remettre au comte de Provence et au reste de sa famille, alors à Hamm. Le 6 mai 1793, il est nommé aide de camp par Victor-Amédée III, roi de Sardaigne et beau-frère de Louis XVI. À la suite de cette nomination, il participe à la campagne militaire de 1793, dans l'armée sarde.
Le complot de l'œillet, qui visait à faire évader la reine de la Conciergerie dans la nuit du 2 au 3 septembre 1793, prévoyait que celle-ci rejoigne Madame de Jarjayes au Grand Berceau, propriété de Hérault de Séchelles, sur le territoire de Livry-Gargan, avant de partir avec elle pour l'Allemagne. Ce plan a, comme les précédents, échoué.
Sous le Consulat, il rentre en France et obtient le poste de vice-président de la compagnie des Salines de l'Est. Sous la Restauration, le chevalier de Jarjayes reçoit de Louis XVIII le grade de lieutenant-général, par ordonnance du 4 février 1815.
François Augustin Reynier de Jarjayes meurt d'une tumeur dans le rectum à Fontenay-aux-Roses, près de Paris, le 11 septembre 1822.

## Héraldique

Pélisson de Jarjayes : "De gueules, au pélican d'argent, dans sa piété du même".

Le blason de la famille Pélisson de Jarjayes porte « de gueules au pélican d'argent dans sa piété du même ».